# Vincenc Dominik Bíba
Vincenc Dominik Bíba (25. března 1820 Rožmitál pod Třemšínem – 2. června 1906 Praha) byl český pedagog, dlouholetý profesor na učitelských ústavech, tvůrce metodiky pro základní školy a autor jazykovědných učebnic.

## Život
Pocházel z rodiny chudého hutníka. Už v rožmitálské škole se projevil jako nadaný žák, ale na další studium neměli jeho rodiče peníze. Nastoupil proto na učitelskou průpravku ve Strakonicích. Po jejím absolvování získal místo ve škole v Kotouni (dnes část obce Oselce) a v roce 1839 jako devatenáctiletý v Horažďovicích. V letech 1842 – 44 studoval na pražské technice. Potom až do konce 80. let působil jako pedagog – nejprve na Vocelově škole, pak v Amerlingově vzorné škole, české průmyslové škole a od roku 1848 na učitelských ústavech. Po roce 1866 přešel na nově založený ústav pro vzdělávání učitelek u svaté Anny a po jeho zestátnění tam byl jmenován profesorem. Vykonával také funkci okresního inspektora na kolínsku (1869 – 75), zasedal ve zkušební komisi pro školy obecné a měšťanské (po r. 1870) a stál v čele spolku pro podporování vdov a sirotků po učitelích (nejprve jednatel, od roku 1873 starosta).

## Dílo
Bíba už jako mladý učitel na Vocelově ústavu vytvořil metodu psacího čtení. Později soustavně uspořádal učivo první třídy. K jeho nejvýznamnějším pracím patří Navedení k písemnostem, učebnice české mluvnice a slohu, která vyšla poprvé v roce 1847 a do roku 1881 se dočkala dvanácti vydání. Dále napsal publikace Malý čtenář (učebnice používaná na obecných školách v letech 1848 – 53), Cvičení slohová (1858), Životopis Jakuba Jana Ryby (1860, připomněl zde slavného přeštického rodáka, později působil v Rožmitále p. Tř.), Druhá a Třetí mluvnice německá (1860 – 62). Vedle toho psal věcné články do čítanek a texty o české mluvnici. Obecně ale jeho činnost spisovatelská stála v pozadí za praktickou pedagogikou – výchovou dětí a později budoucích učitelů.

## Význam a ocenění
V českém školství působil Bíba úctyhodných padesát let. Za tu dobu vychoval celé generace učitelů a především učitelek. Oslavy kulatého výročí uspořádal Spolek českých učitelek v Umělecké besedě. Za celoživotní práci dostal i záslužný kříž s korunou.